# しまだりら
しまだ りら（本名：嶋田 莉来、1970年3月6日 - ）は、1990年代に活動したレースクイーン、タレントであり、カーレーサーである。元スティングコーポレーション代表、元スティングレーシングチーム所属。

## 人物
1970年（昭和45年）生まれ。株式会社ジュリアナプロモーション（東京都）に所属しており、血液型はA型、当時の身体は T168cm B90cm W60cm H89cm であった。

## 経歴
- オートテック レースクィーン
- アルファロメオ レースクィーン
- sick キャンペーンガール
- リステリン キャンペーンガール

### 自動車競技
- 日産Ps専属ワークスドライバー（車種：日産・シルビア）
- 富士・筑波INTERワンメークレースドライバー (車種：ホンダ・シビック）
- レーシングカート

## 出演
- サッポロビール 北海道冬季限定CM
- 『とんねるずのみなさんのおかげです』（フジテレビ)カバーガールレギュラー
- 『ギルガメッシュナイト』（テレビ東京)
- 『トゥナイト2』（テレビ朝日) リポーター
- 『メガテン8』（新潟テレビ) イメージガールレギュラー

### 雑誌・その他
- 『私の健康』（主婦の友社）、『スコラ』、『フライデー (雑誌)』、『GORO』、『週刊ポスト』、『週刊朝日』
- ヘアーメーク・着物・ブライダルショー